# Károly Levitzky
Károly Levitzky (* 1. Mai 1885 in Dorgoș; † 23. August 1978 in Budapest) war ein ungarischer Ruderer, der 1908 Olympiadritter im Einer wurde.
Bei den Olympischen Spielen 1908 wurden die Ruderwettbewerbe auf der Themse bei Henley ausgetragen. Der Kurs war so schmal, dass nur jeweils zwei Boote gegeneinander antreten konnten. Károly Levitzky gewann sein erstes Rennen gegen den Italiener Gino Ciabatti. Im Halbfinale unterlag er gegen den Briten Alexander McCulloch. Im offiziellen Ergebnis wurden lediglich die Plätze eins (Harry Blackstaffe) und zwei (Alexander McCulloch) gewertet. Der Deutsche Bernhard von Gaza und Károly Levitzky, die im Rennen um den Finaleinzug unterlagen, werden aber analog zum Boxen in vielen Quellen als Olympiadritte geführt.
Levitzky startete vier Jahre später auch bei den Olympischen Spielen 1912. Auch auf dem Djurgårdsbrunnsviken traten jeweils zwei Boote gegeneinander an. Levitzky kam in der ersten Runde ohne Gegner weiter und unterlag im Viertelfinale gegen den für Russland startenden Mart Kuusik.